# 大阪市立西船場小学校
大阪市立西船場小学校（おおさかしりつ にしせんばしょうがっこう）は、大阪府大阪市西区江戸堀1丁目にある公立小学校。

## 沿革
明治時代初期に設置された小学校を起源としている。前身校が統合し、1887年には東江（とうこう）小学校と称した。
1942年には大阪市の中等学校入試難緩和のための中等学校増設策に伴い、校舎を新設の靱商業学校（1946年大阪市立扇町商業高等学校に統合）に転用するために廃校となった靱国民学校を統合している。翌1943年には西船場国民学校へと改称した。
さらに1946年には、太平洋戦争の戦災被害により江戸堀・広教・明治・西六の4国民学校を統合している。1947年には学制改革により、大阪市立西船場小学校となった。
地域の復興により、1957年に旧明治・広教・靱校の校区が統合する形で、明治小学校が復興開校している。また旧西六小学校については、戦災で日吉小学校へ統合された堀江小学校が復興する際、堀江小学校の校区と合併する形で、1951年に大阪市立堀江小学校として再開校している。
旧靱小学校跡は現在の靱公園南側のマンション、旧広教小学校跡は現在の大阪市阿波座センタービル、旧江戸堀小学校跡は現在の大阪市立花乃井中学校敷地となっている。
西船場地区も、堀江や天満などと同様、2000年代以降の都心回帰で住宅地としての人気が高まり、大型マンションの林立で年々児童が増え、再び教室不足・運動場不足が起こり始めている。西船場小学校は2014年に校庭に新校舎を増築したが、児童数が2011年度の282人から2017年度は541人に増えている。校庭は2016年度から曜日によって遊ぶ学年を決めて混雑が起こらないようにする状態である。隣接する西船場幼稚園を廃止して新校舎を作る計画があり、保護者の間では閉園反対運動もあったものの、2019年3月末で閉園した。

### 年表
- 1872年5月18日 - 前身校の玉水小学校・江南小学校の2校が創立。
- 1885年2月5日 - 東江小学校として統合。
- 1887年4月14日 - 大阪市東江尋常小学校と改称。
- 1896年 - 現在地に移転。
- 1941年4月1日 - 国民学校令により、大阪市東江国民学校に改称。
- 1942年 - 大阪市靱国民学校を統合。
- 1943年 - 大阪市西船場国民学校に改称。
- 1945年3月13日 - 大阪大空襲で校舎を焼失。
- 1946年 - 戦災により、江戸堀・広教・明治・西六の4国民学校を統合。
- 1947年 - 学制改革により、大阪市立西船場小学校と改称。
- 1951年9月10日 - 校地拡張。
- 1957年 - 大阪市立明治小学校が復興開校。
- 1962年2月6日 - 大阪市教育委員会から、音楽教育で表彰を受ける。
- 1964年 - 道徳教育推進校に指定される。
- 1967年11月11日 - 全国よい歯の学校として表彰を受ける。
- 2024年4月1日 - 大阪市立中之島小学校・中学校（中之島小中一貫校）の開校に伴い、北区中之島3-6丁目[注釈 1]からの指定外就学・調整区域を廃止。

## 通学区域
- 大阪市西区[3]
  - 土佐堀1-3丁目、江戸堀1-3丁目、京町堀1丁目（一部[注釈 2]）・2-3丁目、靱本町3丁目（一部[注釈 3]）

卒業生は大阪市立花乃井中学校に進学する。

## 交通
- 地下鉄四つ橋線 肥後橋駅 南西へ約250m。
- 京阪中之島線 渡辺橋駅 南西へ約800m。

## 出身者
- 松本晴 - プロ野球選手